# Bactridium angulicollis
Bactridium angulicollis es una especie de coleóptero de la familia Monotomidae.

## Distribución geográfica
Habita en Colombia.